# Pterostichus herculaneus
Pterostichus herculaneus är en skalbaggsart som beskrevs av Mannerheim. Pterostichus herculaneus ingår i släktet Pterostichus och familjen jordlöpare. Inga underarter finns listade i Catalogue of Life.